# Гессе, Пётр Павлович
Пётр Па́влович Ге́ссе (18 февраля 1846, Чернигов — 14 июля 1905, Киссинген) — дворцовый комендант императора Николая II, генерал-лейтенант.

## Биография
Православный. Из потомственных дворян. Сын черниговского губернатора Павла Ивановича Гессе и жены его Дарьи Алексеевны Марковой.
Окончил Пажеский корпус (1864), откуда был выпущен прапорщиком в лейб-гвардии Преображенский полк.
Чины: подпоручик (1865), поручик (1867), штабс-капитан (1868), капитан (1875), флигель-адъютант (1875), полковник (1877), генерал-майор (1888), генерал-лейтенант (1897).

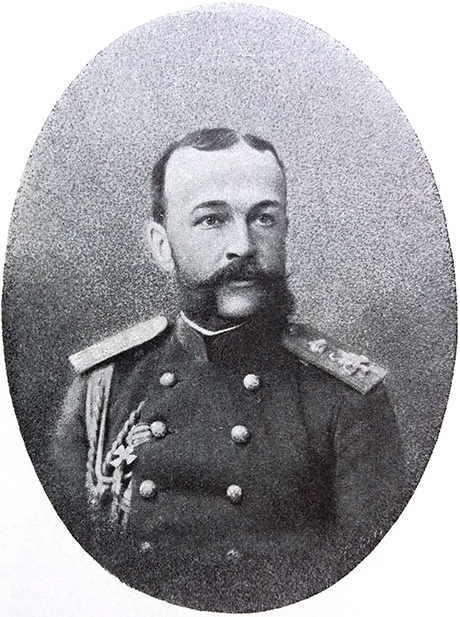
Гессе Пётр Павлович, ок.1875 г.

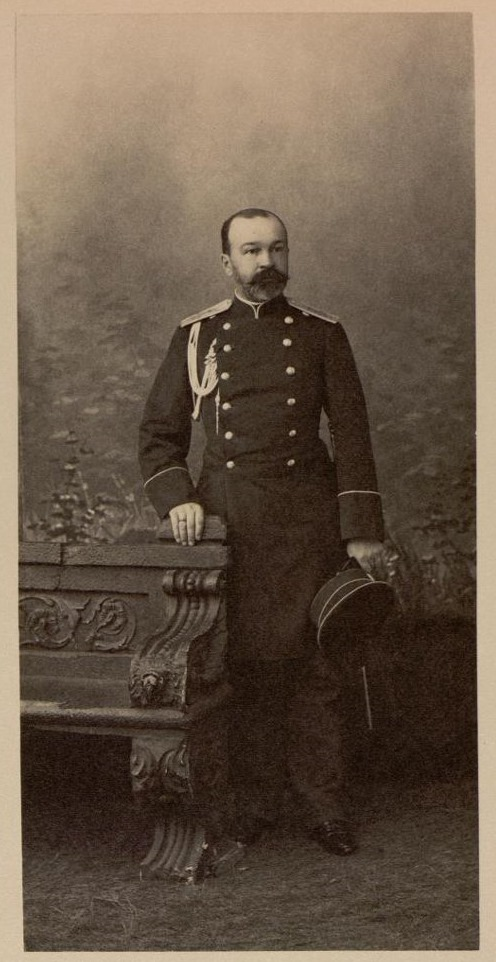
Генерал-майор Гессе Пётр Павлович. 1891 г.

В течение восьми с половиной лет командовал ротой Его Императорского Величества в Преображенском полку. 30 августа 1877 года произведен в полковники. В чине подполковника 46-го пехотного Днепровского полка участвовал в русско-турецкой войне 1877—1878 годов. Во время кампании временно командовал 47-м пехотным Украинским полком. За отличие был награждён орденами Св. Станислава 2-й степени с мечами, Св. Владимира 4-й степени с мечами и бантом, Золотым оружием с надписью «за храбрость». Кроме того, был удостоен ордена Святого Георгия 4-й степени
За то, что в деле с турками под Трестеником, 14 ноября 1877 г., предводительствуя 1-м батальоном 47-го пех. Украинского полка, взял позицию, укрепленную и упорно защищаемую турками.
С 24 сентября 1882 по 13 апреля 1883 года командовал лейб-гренадерским Эриванским полком. 1 июня 1884 года назначен командиром Сводного гвардейского батальона. 30 августа 1888 года произведен в генерал-майоры с назначением комендантом Императорской Главной квартиры. В следующем году назначен в Свиту Его Величества с оставлением в должности. 2 апреля 1895 года зачислен в списки 47-го пехотного Украинского полка, с оставлением в Свите и должности.
21 марта 1896 года назначен дворцовым комендантом, в каковой должности состоял до конца жизни. В день коронации Николая II был пожалован в генерал-лейтенанты с назначением генерал-адъютантом к императору.
Умер в 1905 году в немецком Киссингене.

## Семья
Был женат на Марии Николаевне Козляниновой (1857— ?), дочери генерала от инфантерии Н. Ф. Козлянинова и, по словам С. Ю. Витте, эта женитьба помогла Гессе сделать военную карьеру. Супруга его была дама весьма порядочная, но очень «себе на уме». Она имела громадное влияние на мужа и на устройство домашних и мелких дворцовых дел, на устройство своего собственного положения. Их дети:
- Павел, воспитанник Александровского лицея (1912), поручик лейб-гвардии Преображенского полка. Участник Белого движения в составе Добровольческой армии и ВСЮР, служил в Сводно-гренадерском полку. В эмиграции во Франции. Умер до 1936 года в Манте[2].
- Дарья (1893—1977), фрейлина, в первом браке за графом Людвигом фон Хольнштейн-Байерн (1897—1966) (развод); во втором за А. Д. Архиповым-Гордеевым (1893—1979).

## Награды
- Орден Святой Анны 3-й ст. (1870);

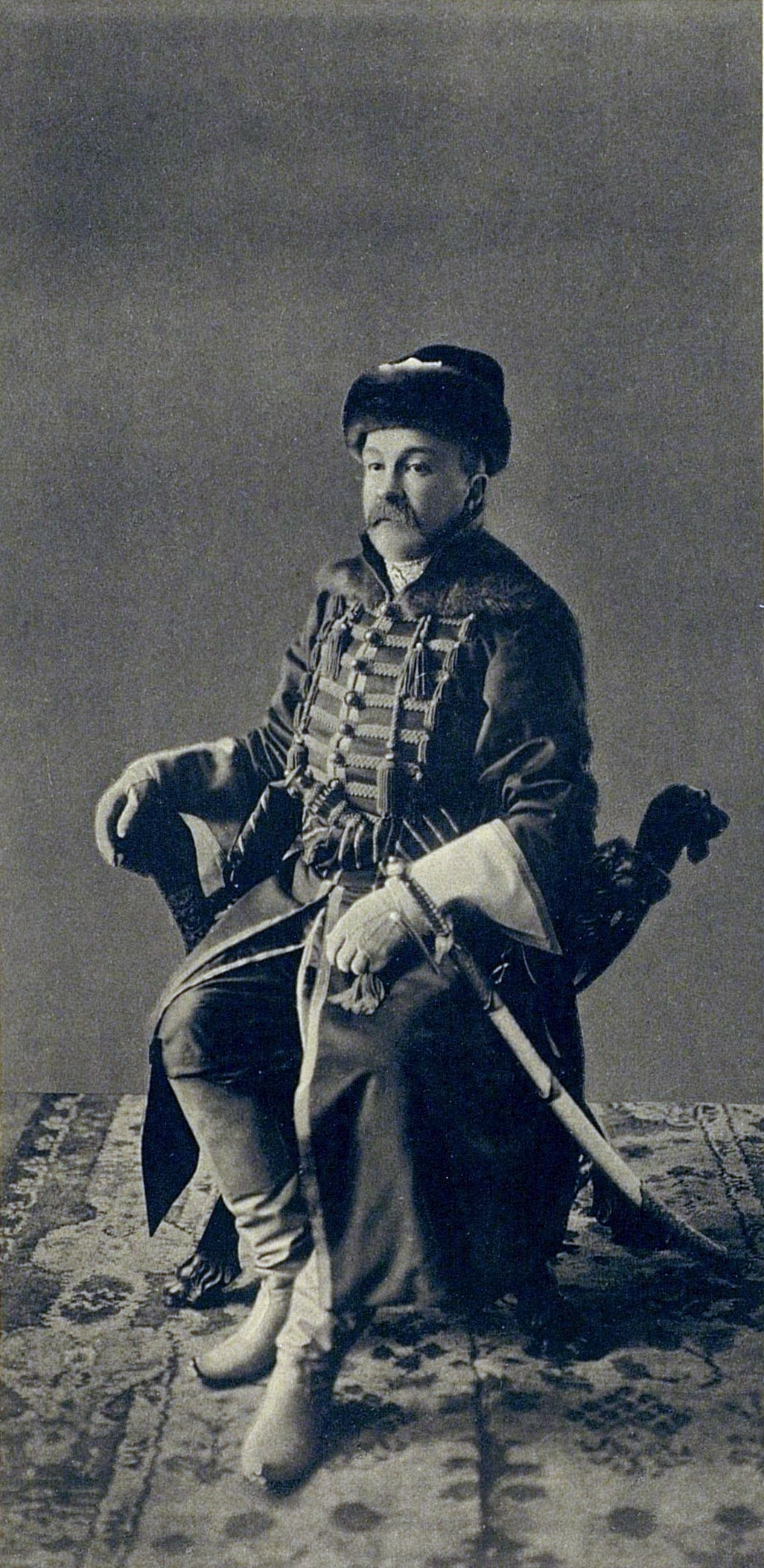
На костюмированном балу 1903 года.

- Орден Святого Станислава 2-й ст. с мечами (1878);
- Орден Святого Владимира 4-й ст. с мечами и бантом (1878);
- Золотое оружие «За храбрость» (1878);
- Орден Святого Георгия 4-й ст. (ВП 23.12.1878);
- Монаршие благоволение (1884);
- Орден Святой Анны 2-й ст. (1885);
- Орден Святого Владимира 3-й ст. (1892);
- подарок из кабинета Его Величества (1894);
- Орден Святого Станислава 1-й ст. (1894);
- Орден Святой Анны 1-й ст. (1898);
- Орден Святого Владимира 2-й ст. (1901);
- Орден Белого орла (1904).

Иностранные:
- мекленбург-шверинский орден Вендской короны (1879)
- французский орден Почётного легиона (1882);
- австрийский орден Железной короны 2-й ст. (1884);
- прусский орден Красного орла 2-й ст. (1884);
- черногорский орден Князя Даниила I 1-й ст. (1894);
- мекленбург-шверинский орден Грифона, большой крест (1895);
- гессенский орден Филиппа Великодушного, большой крест (1896);
- сиамский орден Короны, большой крест (1896);
- прусский орден Короны 1-й ст. (1897);
- французский орден Почётного легиона, большой офицерский крест (1897);
- турецкий орден Меджидие 1-й ст. (1899);
- прусский орден Красного орла 1-й ст. (1899);
- турецкий орден Османие 1-й ст. (1901);
- французский орден Почётного легиона, большой крест (1901).